# Gloxiniopsis racemosa
Gloxiniopsis racemosa är en tvåhjärtbladig växtart som först beskrevs av George Bentham, och fick sitt nu gällande namn av Roalson och Boggan. Gloxiniopsis racemosa ingår i släktet Gloxiniopsis och familjen Gesneriaceae. Inga underarter finns listade i Catalogue of Life.